# Rocinante

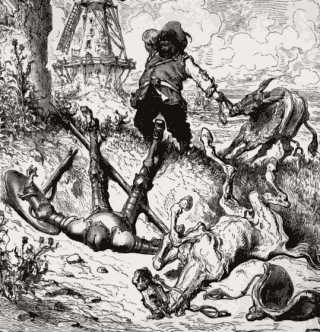
Rocinante en el suelo, tras la aventura de los molinos de viento. Ilustración de Gustave Doré.

Rocinante es el nombre del caballo de Don Quijote en Don Quijote de la Mancha, novela en la que su autor lo presenta así: «Cuatro días se le pasaron en imaginar que nombre le pondría... y así después de muchos nombres que formó borró y quitó, añadió, deshizo y tornó a hacer en su memoria e imaginación, al fin le vino a llamar Rocinante, nombre a su parecer alto, sonoro y significativo de lo que había sido cuando fue “rocín, antes” de lo que ahora era, que era antes y primero de todos los rocines del mundo» (es decir «piel y huesos»), pero al que Don Quijote aún seguía viendo como «mejor montura que los famosos Babieca del Cid y Bucéfalo de Alejandro Magno».

## Etimología
Rocín en español significa un caballo de trabajo o un caballo de baja calidad, pero también puede significar un hombre analfabeto o áspero. Hay palabras similares en inglés ( rouncey ), francés ( roussin o roncin; rosse ), catalán ( rossí ), portugués ( rocim ) e italiano ( ronzino ). La etimología es incierta.
En español, ante tiene varios significados y puede funcionar como una palabra independiente y como un sufijo. Un significado es "antes" o "previamente". Otro es "delante de". Como sufijo, -ante en español es adverbial; rocinante se refiere a funcionar como, o ser, un rocín . "Rocinante", sigue el patrón de Cervantes usando palabras ambiguas y multivalentes, recurso común en toda la novela; en suma, un cambio de estado desde el "viejo fastidio" de antes hasta el corcel "más destacado" ahora... «Nombre, a su parecer, alto, sonoro y significativo de lo que había sido cuando era rocín, antes de lo que era ahora, qué era antes y primero de todos los rocines del mundo».

## Adaptaciones
| Miguel de Cervantes 's Quijote (1605/1615) | Miguel de Cervantes 's Quijote (1605/1615) |
| ------------------------------------------ | --- |
| Personajes                                 | - Don Quijote - Alonso Quijano - Sancho Panza - Clavileño - Dulcinea del Toboso - Aldonza Lorenzo - Ginés de Pasamonte - Ricote - Rocinante |
| Etapa                                      | - La historia cómica de Don Quijote (obra de 1694) - Double Falsehood (1727 play) |
| Opera y musical                            | - Don Quichotte chez la Duchesse (1743) - Don Quichotte auf der Hochzeit des Comacho (ópera de 1761) - Sancho Pança dans son isle (ópera de 1762) - Don Chisciotte alle nozze di Gamace (ópera de 1771) - Don Quijote (ópera de 1898) - Don Quichotte (ópera de 1910) - El hombre de La Mancha (musical de 1964,canción" The Impossible Dream ") |
| Orquestal                                  | - Don Quijote (1898) |
| Ballet                                     | - Don Quijote (1869) |
| Película                                   | - Incidente de Don Quijote (1908) - Don Quijote (1923) - Don Quijote (1933) - Don Quijote (1947) - Don Quijote (1955–1969, sin terminar) - Don Quijote (1957) - Dulcinea (1963) - Don Chisciotte y Sancio Panza (1968) - El hombre de la mancha (1972) - Don Quijote cabalga de nuevo (1973) - Don Quijote (2000) - Perdidos en La Mancha (2002) - Donkey Xote (2007) - Don Quijote (2010) - Don Quijote (2015) - El hombre que mató a Don Quijote (2018) - El sueña con gigantes (2019) |
| Televisión                                 | - Yo, Don Quijote (teleplay de 1959) - Zukkoke Knight - Don De La Mancha (serie 1980) - Las aventuras de Don Coyote y Sancho Panda (serie 1989) - Don Quijote (serie 2011) |
| Álbum                                      | - La Leyenda de la Mancha (1998, canción " Molinos de viento" ) |
| Arte                                       | - Don Quijote (boceto de 1955) - Don Quijote (escultura del Centro Kennedy) |
| Relacionado                                | - Alonso Fernández de Avellaneda - Amadís de Gaula - Lista de obras influenciadas por Don Quijote - Quijotismo - " La verdad sobre Sancho Panza " (cuento de 1931) - " Pierre Menard, autor del Quijote " (cuento de 1939) - Monseñor Quijote (novela de 1982) - Super Don Quix-ote (videojuego de 1984) |

- Rocinante es el nombre de la autocaravana utilizada por el autor John Steinbeck en su viaje por carretera a través de 1960, que se muestra en su libro de viaje de 1962 Viajes con Charley .[4]
- La banda de rock progresivo Rush canta sobre el barco Rocinante tanto en "Cygnus X-1 Book I: The Voyage" como en "Cygnus X-1 Book II: Hemispheres" en los álbumes A Farewell to Kings y Hemispheres respectivamente.
- Rocinante es el nombre del auto de monseñor Quijote en la novela de 1982 de Graham Greenes Monseñor Quijote
- En la serie de novelas The Expanse y su adaptación de la serie de televisión, el Rocinante es el nuevo nombre dado a una nave de combate marciana que se convierte en el escenario principal de gran parte de la serie.
- En la serie de televisión Once Upon A Time, que se basa en los recuentos de clásicos literarios, Rocinante es el nombre del caballo que pertenece a una joven Regina/Evil Queen.
- El actor finlandés Jukka Leisti creó un programa de televisión para niños en torno a su personaje de caballero Tuttiritari (The Pacifier Knight). Tuttiritari monta "un caballo" llamado Rusinante. El nombre del caballo es un juego de palabras (una combinación de palabras o un acrónimo), una combinación de Rosinante (Rocinante) y la palabra finlandesa para pasas, rusina .[5]